# كليفلاند سيلرز
كليفلاند سيلرز (بالإنجليزية: Cleveland Sellers)‏ هو مدافع عن الحقوق المدنية أمريكي، ولد في 8 نوفمبر 1944 في دنمارك في الولايات المتحدة.